# Casa de les Teules
La Casa de les Teules és un edifici rectangular monumental de l'edat del bronze antic, descoberta al 1952 al jaciment arqueològic de Lerna, a Argòlida, al sud de la Grècia continental. És important per diverses característiques arquitectòniques, avançades per a la seua època, sobretot pel seu sostre cobert amb teules d'argila cuites, que dona nom a l'edifici.
L'estructura data del període hel·làdic inicial II (2500-2300 ae). De vegades s'ha considerat que era l'habitatge d'un membre de l'elit de la comunitat, un protopalau o un centre administratiu. També s'ha suggerit que fora una estructura comunitària. La seua funció exacta encara no es coneix per no haver-se trobat cap element que n'indique l'ús específic. En qualsevol cas, és considerada un dels precedents del palau micènic.
L'edifici pertany al tipus de "casa de corredor": consta de dos pisos amb escala interior. La planta superior devia tenir almenys dues habitacions i estava coberta per una teulada inclinada de teules. Les parets estaven construïdes amb maons d'argila assecats al sol, sobre sòcols de pedra. Els enderrocs trobats al lloc contenien milers de teules de terracota que haurien caigut del sostre. Si bé és cert que s'han trobat posteriorment altres cobertes semblants com al lloc de l'hel·làdic inicial d'Akovitika a Messènia o a les ciutats micèniques de Gla i Midea, és cert que la seua utilització només es faria comuna en l'arquitectura grega al segle vii aC.
El carboni-14 ha mostrat que el lloc fou finalment destruït per un incendi al s. XXII ae. Poc després, sobre els enderrocs, se n'anà formant com a úniques restes visibles, un túmul baix.